# 1923 na música

## Nascimentos
| Data            | Nome               | Profissão                                | Nacionalidade     | Observações | Ref |
| --------------- | ------------------ | ---------------------------------------- | ----------------- | ----------- | --- |
| 1 de fevereiro  | Julius Hegyi       | maestro e violinista                     | Estados Unidos    | m. 2007     |     |
| 14 de fevereiro | Carmélia Alves     | cantora                                  | Brasil            | m. 2012     |     |
| 26 de fevereiro | Isaurinha Garcia   | cantora                                  | Brasil            | m. 1993     |     |
| 14 de março     | Celeste Rodrigues  | fadista                                  | Portugal          | m. 2018     |     |
| 9 de abril      | Bruno Kiefer       | compositor, musicólogo e crítico musical | Alemanha / Brasil | m. 1987     |     |
| 28 de maio      | György Ligeti      | compositor                               | Hungria           | m. 2006     |     |
| 29 de maio      | Eugene Wright      | baixista                                 | Estados Unidos    | m. 2020     |     |
| 31 de agosto    | Emilinha Borba     | cantora                                  | Brasil            | m. 2005     |     |
| 8 de novembro   | Francisco Petrônio | cantor e seresteiro                      | Brasil            | m. 2007     |     |

## Mortes
| Data           | Nome                | Profissão  | Nacionalidade | Observações | Ref |
| -------------- | ------------------- | ---------- | ------------- | ----------- | --- |
| 14 de Dezembro | Giuseppe Gallignani | compositor | Itália        |             |     |